# Варданян, Манук Размикович
Ману́к Ра́змикович Варданя́н (арм. Մանուկ Վարդանյան, род. 16 марта 1961, Гюмри) — армянский государственный деятель.

## Биография
С 1978 по 1983 год проходил обучение в Московском институте инженеров землеустройства по специальности инженер-землеустроитель. С 1983 по 1985 год работал в Госпроектном институте «Армгипрозем». С 1985 года главный землеустроитель Разданского райисполкома. В 1990—1991 годах заочно учился на экономическом факультете Института повышения квалификации руководящих кадров и специалистов сельского хозяйства.
В 1995 году был избран депутатом Национального собрания. Входил в депутатскую группу «Реформы». В 1996—1997 годах начальник управления министерства градостроительства Армении, с 1997 по 1999 год — начальник управления Государственного кадастра недвижимости. С 1999 по 2009 год председатель Государственного комитета кадастра недвижимости при правительстве Армении.
С 2 апреля 1999 по 15 марта 2010 года советник Президента Армении. С 15 марта 2010 по 31 мая 2012 года министр транспорта и связи Армении.
Кандидат технических наук. Автор 22 научных статей, выступал с докладами на 9 международных конференциях и симпозиумах (в Вене, Бонне, Мюнхене, Эдинбурге). В 2012 году Эчмиадзин наградил Манука Варданяна медалью Святого Нерсеса Шнорали.